# Giuseppe Zanoia

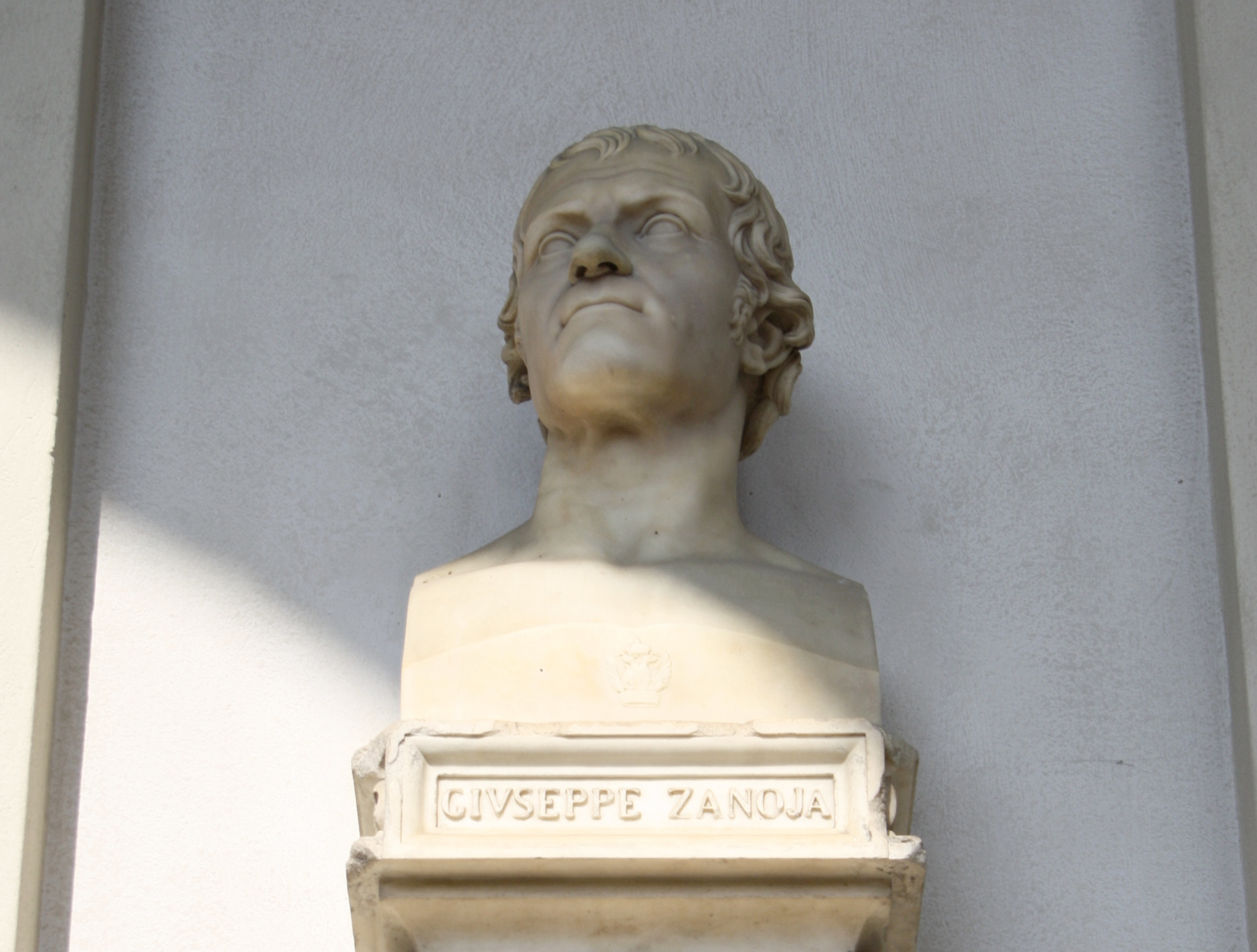
Buste de Giuseppe Zanoia.

Giuseppe Zanoia (né en 1752 à Gênes, en Ligurie, alors capitale de la république de Gênes, et mort à Omegna, dans l’actuelle province du Verbano-Cusio-Ossola, dans la région du Piémont, en 1817) est un architecte et poète italien de la fin du XVIIIe et du début du XIXe siècle.

## Source de traduction
- (it) Cet article est partiellement ou en totalité issu de l’article de Wikipédia en italien intitulé « Giuseppe Zanoia » (voir la liste des auteurs).